# Kung Gong av Zhou
Kung Gong av Zhou, var en kinesisk monark. Han var kung av Zhoudynastin 922–900 f.Kr.